# Koitaboch-Musi
Die Koitaboch-Musi ist eine Volksmusik-Gruppe aus dem Werdenfelser Land rund um Garmisch-Partenkirchen.

## Geschichte
Sie wurde 1994 gegründet und war seitdem in wechselnden Formationen in über 20 Ländern zu sehen.
2011 begleitete das Trio die Olympische Bewerbung Münchens 2018 für die Olympischen Winterspiele. Überregional bekannt wurde die Gruppe durch ihre Auftritte bei den Olympischen Spielen 2012 in London, den Alpinen Skiweltmeisterschaften 2011 in Garmisch-Partenkirchen und 2013 in Schladming. Auch durch längere Gastspiele in den USA wurde eine breitere Öffentlichkeit auf die Koitaboch-Musi aufmerksam.
Auf einer Tour im Jahr 2015 starb unerwartet Kontrabassist Michael Hechenrieder.

## Stil
Neben authentischer Volksmusik werden mit traditionellen Instrumenten auch internationale Lieder neu interpretiert. Folgende Instrumente kommen in verschiedenen Besetzungen zum Einsatz: Diatonische Harmonika, Gitarre, Kontrabass, Trompete, Alphorn, Cajón, Schlagzeug und Akkordeon.

## Diskografie
- 2004: Instrumentale Grüße aus Werdenfels (Tyrolis)[6]
- 2009: Boarisch...und a bisserl leger (Tyrolis)[7]
- 2013: Musikantenparadies (Koch)[8]
- 2016: Cold Creek Music (Koch)[9]